# Stanisław Biniecki

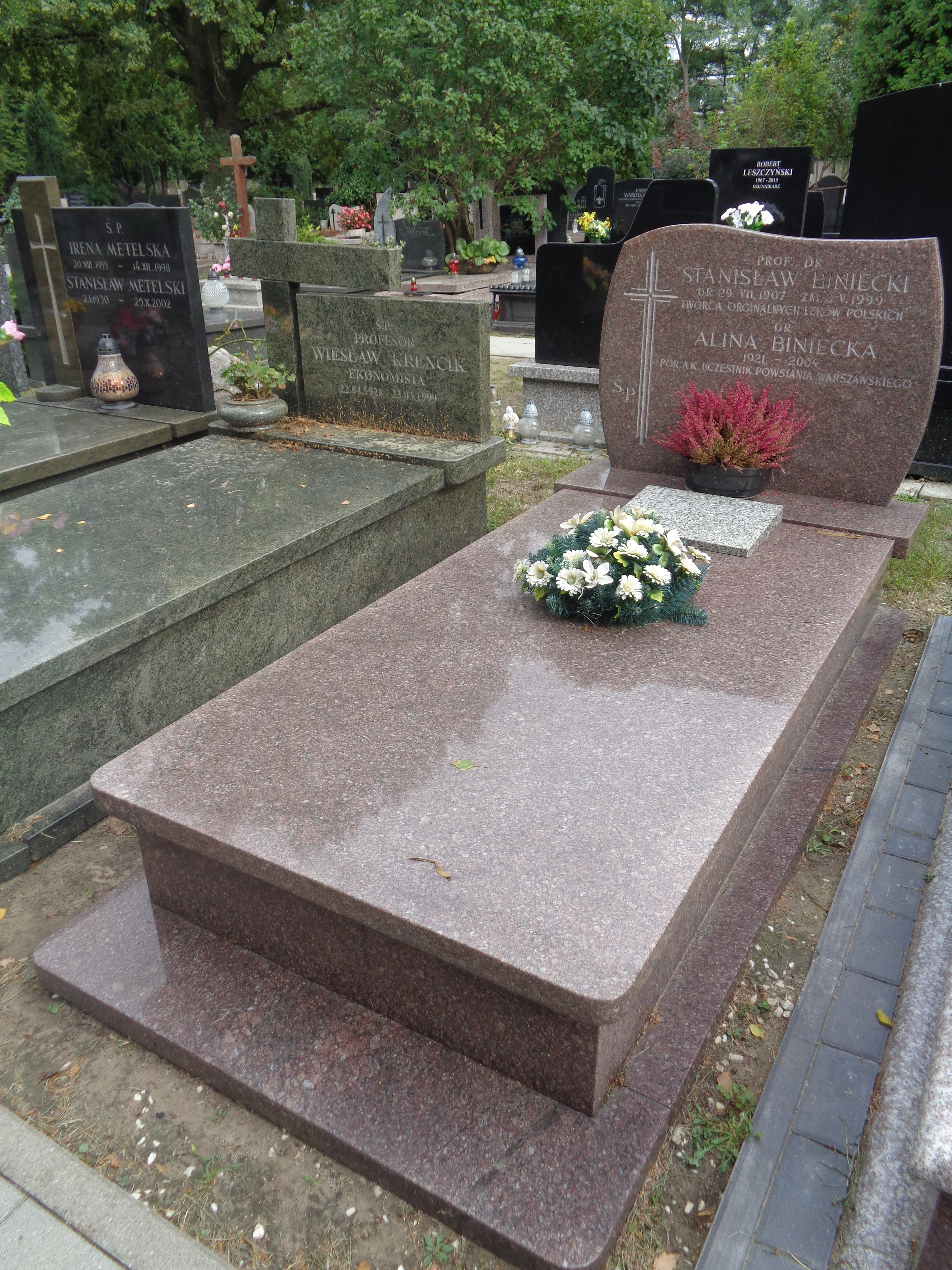
Grób Stanisława Binieckiego na cmentarzu Wojskowym na Powązkach

Stanisław Biniecki (ur. 29 lipca 1907 w Sławnie k. Gniezna, zm. 3 maja 1999 w Warszawie) – polski lekarz (1946), farmaceuta (1933) i chemik (1958), profesor.

## Życiorys
Ukończył Państwowe Gimnazjum im. Bolesława Chrobrego w Gnieźnie, gdzie w 1927 r. zdał maturę. Rozpoczął studia chemiczne, ale przerwał je w 1929 r. Ukończył studia farmaceutyczne na Uniwersytecie Poznańskim (1933), a w roku 1938 obronił pracę doktorską „Badania nad peroksydazami zewnątrzkomórkowymi u roślin wraz z krytycznym rozpatrzeniem reakcyj peroksydazowych” poświęconą badaniom peroksydazom zewnątrzkomórkowym u roślin. W tym okresie uzyskał stypendium Fundacji Naukowej im. Bronisława Koskowskiego i wyjechał na staż na Uniwersytet Wiedeński, gdzie pracował w Instytucie Chemii, w zespole naukowym prof. Ernsta Spätha.
Na dwa dni przed wybuchem wojny zgłosił się w Poznaniu do wojska. Jako porucznik uczestniczył w kampanii wrześniowej. Ciężko ranny w bitwie pod Rawką, dostał się do niewoli niemieckiej. Po odzyskaniu wolności wyjechał do Warszawy i tam pracował w Laboratorium Analitycznym Warszawskiego Towarzystwa Farmaceutycznego, potem w aptece Dreckiego przy Placu Bankowym, Wytwórni Farmaceutycznej „Asmidar”, Wytwórni Chemiczno-Farmaceutycznej „Wieniewicz” i Fabryce Bacutil. Od 1940 r. na tajnych kompletach wykładał chemię farmaceutyczną, jednocześnie do 1944 r. tajnie studiując na Wydziale Lekarskim UW. W czasie powstania warszawskiego pracował w aptece polowej. Po upadku powstania Warszawę opuścił z ludnością cywilną, a po ucieczce z transportu pracował w hurtowni farmaceutycznej w Łowiczu.
W grudniu 1945 r. uzyskał stopień doktora habilitowanego na podstawie rozprawy pt. „Opracowanie metod fabrykacji preparatów wątrobowych i oznaczanie ich wartości leczniczej”, a także ukończył studia lekarskie. Rok później nadano mu tytuł profesora nadzwyczajnego. W latach 1945–1947 kierował Zakładem Technologii Technicznej Środków Leczniczych Wydziału Farmaceutycznego Uniwersytetu Poznańskiego, w 1947 r. po przeprowadzce do Warszawy objął analogiczne stanowisko w Akademii Medycznej, został również członkiem Zarządu Głównego Polskiego Towarzystwa Farmaceutycznego. Tytuł profesora zwyczajnego uzyskał 1958 r. W tym samym roku ukończył studia chemiczne uzyskując tytuł magistra chemii.
W latach 1964–1968 był dziekanem Wydziału Farmaceutycznego Akademii Medycznej w Warszawie.
Prowadził prace naukowe z dziedziny syntezy środków leczniczych. Wraz z H. Ludwickim był autorem podręcznika do ćwiczeń z technologii chemicznej środków leczniczych (wydany w 1959 r.).
Uhonorowany m.in. nagrodą I stopnia Ministra Zdrowia i Opieki Społecznej za działalność naukową w 1965 r. oraz doktoratem honoris causa Akademii Medycznej w Poznaniu w 1977 r. Członek korespondent Królewskiej Belgijskiej Akademii Medycznej, członek honorowy Węgierskiego Towarzystwa Farmaceutycznego, od 1970 r. członek honorowy Polskiego Towarzystwa Farmaceutycznego.
Twórca oryginalnych polskich leków:
- cytrynianu bikordyny (gapikominy) – (nazwa handl.: Bicordin tabl. 12,5 mg); wprowadzony do lecznictwa w 1970 r., obecnie już niestosowany – dawniej w chorobie wieńcowej
- chlorowodorku todralazyny (nazwa handl. Binazin tabl. 20 mg); wprowadzony do lecznictwa w 1964 r., obecnie już niestosowany. Przez wiele lat był jednym z podstawowych preparatów używanych w farmakoterapii nadciśnienia tętniczego.

Został pochowany na cmentarzu Wojskowym na Powązkach (kwatera H II-7-20).

## Życie prywatne
Był mężem Aliny z Medyńskich (1921–2004), ojcem Krzysztofa Binieckiego i Małgorzaty Binieckiej-Popoli. Jego wnuczką jest Alina Picazio.

## Ordery i odznaczenia
- Order Sztandaru Pracy II klasy
- Krzyż Komandorski Orderu Odrodzenia Polski[2]
- Krzyż Kawalerski Orderu Odrodzenia Polski[2]
- Medal 10-lecia Polski Ludowej (13 stycznia 1955)[12]
- Medal im. Ignacego Łukasiewicza (1974)[13]
- Odznaka tytułu honorowego „Zasłużony Nauczyciel PRL”
- Odznaka 1000-lecia Państwa Polskiego

## Upamiętnienie
- W 2002 r. Instytut Farmaceutyczny w Warszawie ustanowił nagrodę i medal nazwane imieniem prof. Stanisława Binieckiego, które co dwa lata są wręczane młodym naukowcom za znaczące osiągnięcia w dziedzinie chemii leków[6].
- Prof. dr Stanisław Biniecki jest patronem Pracowni Magnetycznego Rezonansu Jądrowego Wydziału Farmaceutycznego WUM.
- W gmachu Wydziału Farmaceutycznego, tuż przy wejściu do sali jego imienia, w 2016 r. zostało umieszczone popiersie prof. Stanisława Binieckiego.
- Jedna z warszawskich ulic (na terenie Kampusu Banacha) w 2016 r. została nazwana imieniem prof. Stanisława Binieckiego[6].